# Мария Омарова
Мария Нургалиевна Омарова (родена през 1951 г. с. Коктал, Казахска ССР) е съветски и казахски учен, доктор на медицинските науки. 

## Биография
През 1974 г. завършва педиатричния факултет на Алматинския държавен медицински институт. Работи като интернист-изследовател, аспирант, асистент в катедрата по анатомия, главен преподавател, ръководител на катедрата по екология в Казахския държавен медицински университет (1974 – 1995).
От ноември 1999 г. до август 2000 г. е Председател на Агенцията по здравеопазването на Република Казахстан.
Автор е на няколко научни статии и патенти. От ноември 2000 г. е директор на Центъра за хигиена и епидемиология „Жуматов“.